# Tesseney
Tesseney (Tigrinya ተሰነይ, arabisch تسني, auch Teseney geschrieben, eingedeutscht Tessenei) ist eine kleine Stadt im Westen Eritreas, die etwa 45 Kilometer von der sudanesischen Grenze und etwa 115 Kilometer von Barentu entfernt ist. Sie liegt in der Region Gash-Barka, am Fluss Gash.

## Wirtschaft
Die etwa 12.000 Einwohner Tesseneys leben vorwiegend vom Handel mit den sudanesischen Nachbarn. In der näheren Umgebung werden Baumwolle, Sesam und Sorghum angebaut. Tesseney ist ein wichtiger Ausgangspunkt für Busreisen ins Inland und ins Ausland. Je nach politischer Lage in Eritrea, im Sudan und zwischen den beiden Ländern ist die Grenze oft auch geschlossen.

## Geschichte
Während des Zweiten Weltkrieges bestand eine Bahnstrecke Malawiya–Tessenai, eine grenzüberschreitende Verbindung zum Sudan, die von der britischen Armee errichtet worden war, nach deren Sieg über die italienische Armee aber wieder abgebrochen wurde.
Im eritreischen Unabhängigkeitskrieg gegen Äthiopien von 1961 bis 1991 wurde Tesseney stark beschädigt und 1988 befreit. Außerhalb der Stadt befindet sich ein Denkmal von Idris Awate, der im September 1961 die ersten Schüsse abfeuerte und somit den Unabhängigkeitskrieg einleitete. 2001 wurde Tesseney während des erneuten Grenzkriegs mit Äthiopien fast vollständig zerstört. 